# Vrede van Bazel (1499)

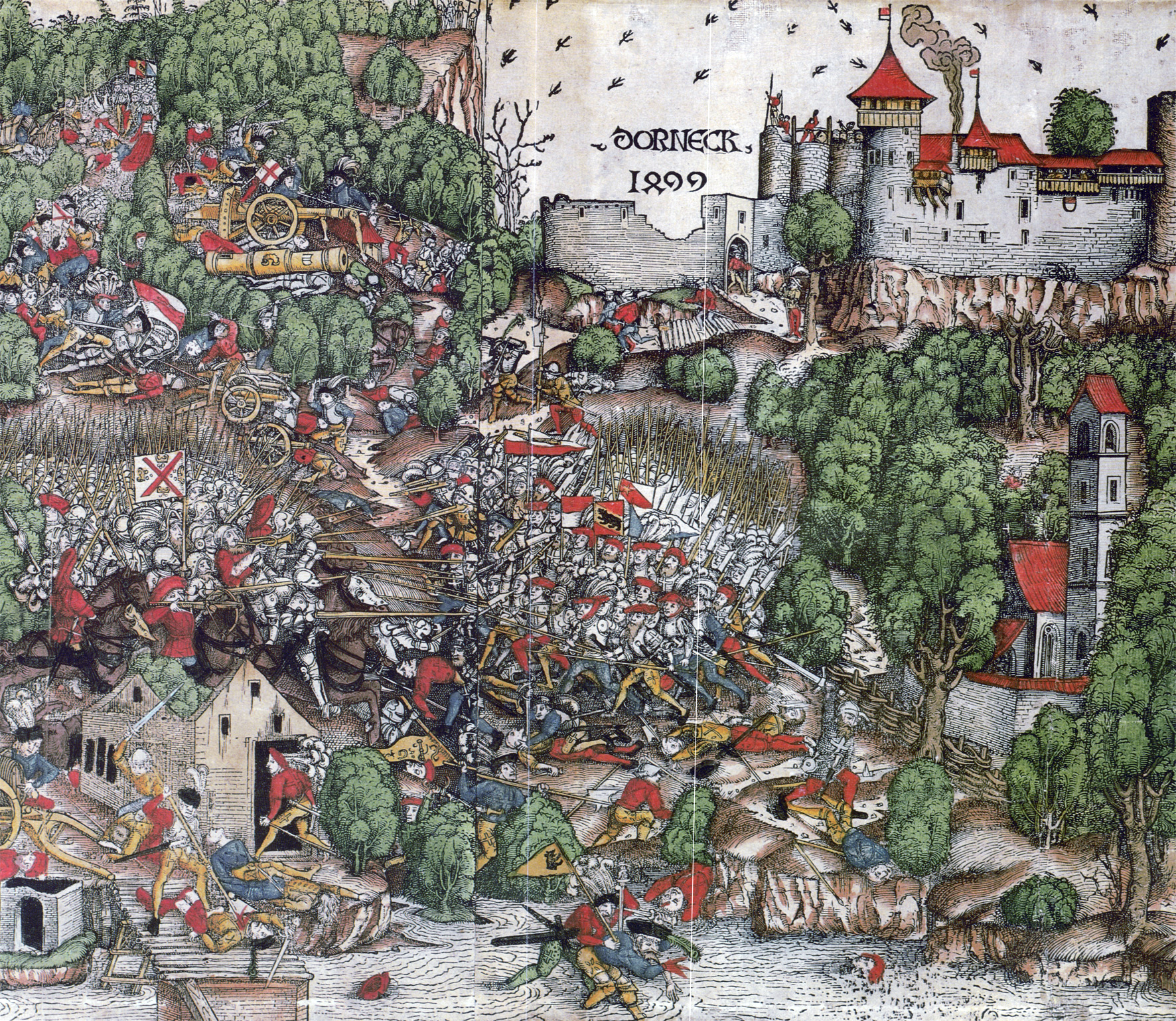
De Slag bij Dornach, die de oorlog besliste

De Vrede van Bazel van 22 september 1499 maakte een einde aan de Zwabische Oorlog.
Dit was het laatste conflict in een serie van oorlogen tussen het Huis Habsburg en het Zwitserse Eedgenootschap. De Zwitsers konden profiteren van vele ervaren soldaten die in de Bourgondische Oorlogen als huurlingen meegevochten hadden. Het leger van keizer Maximiliaan I was niet bijster gemotiveerd omdat velen vonden dat de oorlog meer om de belangen van de Habsburgse huismacht ging dan om belangen van het Duitse Rijk. Op een aantal kleinere schermutselingen na was dan ook vrijwel iedere ontmoeting een zege voor de Zwitsers.
Uiteindelijk zag Maximiliaan zich gedwongen de strijd op te geven en bij de vredesonderhandelingen de Zwitsers vrijwel gehele onafhankelijkheid toe te staan. In naam zou Zwitserland nog tot 1648 onderdeel van het Heilige Roomse Rijk uit blijven maken, maar dit was niets meer dan een papieren werkelijkheid.

## Andere verdragen in Bazel
- Vrede van Bazel (1795)
- Conventie van Bazel (1989)